# Dactylopusia incerta
Dactylopusia incerta is een eenoogkreeftjessoort uit de familie van de Dactylopusiidae. De wetenschappelijke naam van de soort is voor het eerst geldig gepubliceerd in 1959 door Serban.